# 民主党 (ポーランド)
民主党‐民主主義者ドットペーエル（みんしゅとうみんしゅしゅぎしゃドッドペーエル、ポーランド語：Partia Demokratyczna – demokraci.pl, PD）は、かつて存在したポーランドの自由主義政党。1990年の大統領選挙においてタデウシュ・マゾヴィエツキを支援した民主連合（Unia Demokratyczna、UD）の潮流を汲む。
一般に中道左派とみなされる政党である。個人の自由と経済制度の自由の両方を同時に追求するため、ノーラン・チャートでは右上のリバタリアニズムにあたる。しかしこの政党は単純にリバタリアニズムというよりは、むしろテクノクラート的な色彩を持ち、個人にかかわる政策や経済制度の構築ではリベラルな傾向があるが、マクロ経済政策、具体的には財政政策だけでなく金融政策において常にかなり強硬なタカ派の方針で事実上一貫している。この点で、財政政策において緊縮的であると同時にしばしば景気刺激と称して金融緩和を繰り返し結果として大資本寡占の社会・経済状況をもたらす政策的誤謬に陥りがちな世界の一般のリバタリアン政党とは大きく異なっており、この点で「民主党‐民主主義者ドットペーエル」は世界的に見ても非常にユニークな学者肌の政党といえる。

## 概要

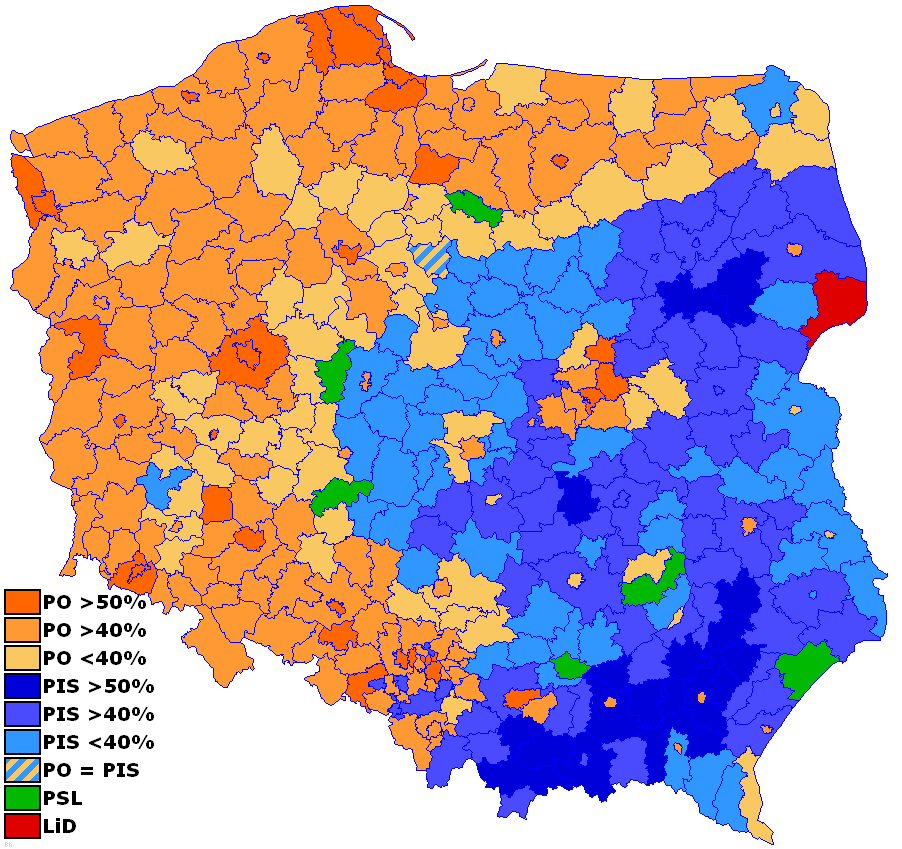
2007年選挙における政党支持の強弱（郡別）
PO＝市民プラットフォーム
PiS＝法と正義
LiD＝左翼と民主（左派の民主左翼連合と中道の民主党を中心とする中道左派選挙連合）
PSL＝ポーランド国民党

1990年12月2日に結成された民主連合が、より幅広い中道政治勢力の結集を目指し、自由主義政党の自由民主会議（Kongres Liberalno-Demokratyczny、KLD）と合併して1994年4月23日に結成された自由連合（Unia Wolności、UW）を2005年2月27日に改編して発足した。
2006年地方選挙と2007年下院選挙では民主左翼連合（SLD）・ポーランド社会民主主義（SDPL）・労働連合（UP）と共闘して選挙連合「左翼と民主主義」（Lewica i Demokraci、LiD）を組織して選挙に臨んだが、選挙後にSLDとの対立が再燃したことで連合を離脱した。
2009年6月に行われた欧州議会議員選挙では、SDPLや「緑の党 2004」と共に政党連合「将来のための合意－中道左派」（Porozumienie dla Przyszłości-CentroLewicz）を結成して望んだが、政党連合が議席確保するために最低限必要な得票率7％に達せず、議席を確保できなかった（得票率2.44％）。任期満了に伴って実施された2011年10月の議会選挙には候補を擁立しなかった。
2013年6月24日、2014年に実施される欧州議会選挙における中道左派勢力による選挙協力を目的とし1月に結成された「ヨーロッパ・プラス」への合流を決定した。
2016年11月12日、欧州民主同盟という新党を結成するため解散された。